# Tojtic (östra Chamula kommun)
Tojtic är en ort i Mexiko.   Den ligger i kommunen Chamula och delstaten Chiapas, i den sydöstra delen av landet, 800 km öster om huvudstaden Mexico City. Tojtic ligger 2 475 meter över havet och antalet invånare är 135.
Terrängen runt Tojtic är huvudsakligen kuperad, men åt nordväst är den bergig. Runt Tojtic är det tätbefolkat, med 530 invånare per kvadratkilometer. Närmaste större samhälle är San Cristóbal de las Casas, 9,5 km sydväst om Tojtic. Omgivningarna runt Tojtic är en mosaik av jordbruksmark och naturlig växtlighet.